# 石川寛子
石川 寛子（いしかわ ひろこ）は、日本の家政学者。武蔵野女子大学教授、放送大学教授を歴任。日本家政学会食文化研究部会の部会長も務めた。

## 概要
お茶の水女子大学家政学部食物学科を卒業後、研究者の道へ進み、放送大学教授や日本家政学会食文化研究部会の部会長などを務めた。
編著を務めた『論集・江戸の食–くらしを通して–』は、石川が中心となって日本家政学会食文化研究部会に所属する5人の研究者が集まり、江戸庶民の食をテーマに行ったグループ研究をまとめた書籍である。杉田浩一は、食べ方や食事への意識といった生活文化に占める「食」の位置づけは記録に残りにくく、歴史資料からこれらを掘り起こして推察するのは「大変な難事」であるとしたうえで、食物・料理の記述にとどまらず、生活や食に対する思想まで多面的に史実が掘り起こされていると評価した。
江原絢子とともに編著を務めた『近現代の食文化』は、1988年に刊行された『食生活と文化–食のあゆみ』を端緒とするもので、日本の食の来し方を近代から振り返り、文化の軌跡を究明しようという考えのもとに構成されている。沖田富美子からは、「日本の食生活・食文化を理解するのに役立つ」と評価された。

## 主な著書
- 石川寛子・亀高京子編『復刻家政学叢書』全12巻、第一書房、1982年。
- 石川寛子編著『食生活と文化–食のあゆみ』弘学出版、1988年。
- 石川寛子・河野公子編『食生活と文化–文化の伝承と創造をめざして』開隆堂出版、1989年。
- 石川寛子編著『論集・江戸の食–くらしを通して–』弘学出版、1994年。
- 芳賀登・石川寛子監修『全集日本の食文化』全12巻、雄山閣出版 1994-1999年。
- 石川寛子『食生活の成立と展開』放送大学教育振興会、1995年。
- 石川寛子『文化生活』不二出版、1997年。
- 石川寛子編著『地域と食文化』放送大学教育振興会、1999年。
- 石川寛子・江原絢子編著『近現代の食文化』弘学出版、2002年。

他多数。